# Anton Stamitz
Anton Thadäus Johann Nepomuk Stamitz (getauft am 27. November 1750 in Deutschbrod (Německý Brod); † zwischen 1798 und 1809 vermutlich in Paris oder Versailles) war ein deutscher Violinist und Komponist der Klassik.

## Leben
Anton Stamitz und sein Bruder Carl erhielten den ersten Violinunterricht bei ihrem Vater Johann Stamitz. Nach dessen frühem Tod wurden die beiden Brüder von Christian Cannabich weitergebildet. Beide wurden bereits in jungen Jahren Geiger in der berühmten kurfürstlichen Mannheimer Hofkapelle.
Mit seinem Bruder besuchte Anton 1770 Paris und ließ sich dort nieder, von 1782 bis 1789 spielte er in der königlichen Kapelle zu Versailles und erlangte den Titel „ordinaire de la musique du roi“. Er war der Violinlehrer von Rodolphe Kreutzer. Dieser führte am 25. Mai 1780 im Alter von 13 Jahren eines der Violinkonzerte von Anton Stamitz erfolgreich beim Concert spirituel auf.
Ab 1789 war er psychisch krank, sein letzter bekannter Auftritt war im Oktober 1789, im ehemaligen Hôtel des Kardinal Richelieu, wo er zu seinen eigenen Gunsten ein Benefizkonzert gab. Über Stamitz’ weiteres Leben nach 1798 ist nichts bekannt, er starb vermutlich in Paris oder Versailles. 1809 beantragte seine Witwe eine Pension.

## Werke
- 12 Sinfonien
- 3 Konzertante Sinfonien
- 4 Klavierkonzerte
- 20 Violinkonzerte
- Flötenkonzert D-Dur
- 50 Quartette
- Zahlreiche Trios und Duette
- Mehrere Caprices de Flute en forme de Sonate für Flöte solo (Teilweise nicht authentisch. Die Stücke 5–8 des Originaldrucks von Baillon stammen mit hoher Wahrscheinlichkeit von Joseph-René Tacet (1732–1801).[2]) [Stück für Flöte solo „Rondo Capriccioso G-Dur“]